# Маршман, Джек
Джек Маршман (англ. Jack Marshman; род. 19 декабря 1989, Абертиллери) — валлийский боец смешанного стиля, представитель средней весовой категории. Выступает на профессиональном уровне начиная с 2010 года, известен по участию в турнирах таких бойцовских организаций как UFC, Cage Warriors, BAMMA и др. Владел несколькими чемпионскими титулами небольших британских промоушенов.

## Биография
Джек Маршман родился 19 декабря 1989 года в городе Абертиллери графства Блайнай-Гвент, Уэльс. Заниматься смешанными единоборствами начал в возрасте пятнадцати лет, походил подготовку под руководством друга своего отца, местного тренера Ричарда Шора. В течение первого года занятий по-настоящему увлёкся этим видом спорта и стал проводить в зале всё своё свободное время. Позже отмечал, что такая увлечённость единоборствами уберегла его от многих подростковых проблем.
В семнадцать лет пошёл служить в армию и затем в течение десяти лет состоял в звании младшего капрала в третьем батальоне десантного полка, в том числе принимал участие в боевых действиях в Афганистане. Одновременно с карьерой военнослужащего выступал в смешанных единоборствах на профессиональном уровне. По его словам, закалённые в армии психологическая стойкость и самодисциплина помогли ему в боях по правилам ММА.

### Начало профессиональной карьеры
Дебютировал в смешанных единоборствах на профессиональном уровне в январе 2010 года, выиграв у своего соперника техническим нокаутом во втором раунде. Дрался в различных небольших промоушенах преимущественно на территории Уэльса и Англии, в течение двух лет одержал десять побед подряд, в том числе завоевал титулы чемпиона организаций Shock n' Awe и BAMMA в средней весовой категории. Первое в карьере поражение потерпел в марте 2012 года от Тома Уотсона, когда второй раз защищал свой чемпионский пояс BAMMA.
Несмотря на поражение, продолжил активно участвовать в боях, в числе прочего побывал на турнирах в США и Иордании, завоевал чемпионские титулы таких промоушенов как UCFC, M4tC, Cage Warriors. В период 2014—2016 годов сделал серию из шести побед, заметно поднявшись в мировых рейтингах.

### Ultimate Fighting Championship
Имея в послужном списке 20 побед и только 5 поражений, в 2016 году Маршмем привлёк к себе внимание крупнейшей бойцовской организации мира Ultimate Fighting Championship и подписал с ней эксклюзивный контракт (стал первым валлийцем в истории UFC). Дебютировал в восьмиугольнике поединком со шведом Магнусом Седенбладом — выиграл у него техническим нокаутом во втором раунде и заработал бонус за лучшее выступление вечера.
В феврале 2017 года встретился с опытным бразильцем Тиагу Сантусом — в первом раунде имел некоторое преимущество, но во втором в результате пропущенного удара оказался на полу и был добит соперником. В том же году единогласным решением судей выиграл у канадца Райана Джейнса, затем удушающим приёмом сзади его победил представитель Бразилии Антониу Карлус Жуниор.

## Статистика в профессиональном ММА
| Боёв 33  | Побед 23 | Поражений 10 |
| -------- | -------- | ------------ |
| Нокаутом | 13       | 4            |
| Сдачей   | 5        | 2            |
| Решением | 5        | 4            |

| Результат | Рекорд | Соперник              | Способ                 | Турнир                                   | Дата             | Раунд | Время | Место                      | Примечание                                                                               |
| --------- | ------ | --------------------- | ---------------------- | ---------------------------------------- | ---------------- | ----- | ----- | -------------------------- | ---------------------------------------------------------------------------------------- |
| Поражение | 23-10  | Шон Стрикленд         | Единогласное решение   | UFC Fight Night: Hall vs. Silva          | 31 октября 2020  | 3     | 5:00  | Лас-Вегас, США             | Бой в промежуточном весе 85 кг; Маршман не сделал вес.                                   |
| Поражение | 23-9   | Эдмен Шахбазян        | Сдача (удушение сзади) | UFC 239                                  | 6 июля 2019      | 1     | 1:12  | Лас-Вегас, США             |                                                                                          |
| Победа    | 23-8   | Джон Филлипс          | Раздельное решение     | UFC Fight Night: Till vs. Masvidal       | 16 марта 2019    | 3     | 5:00  | Лондон, Англия             | Бой в промежуточном весе 85,3 кг; Маршман не сделал вес.                                 |
| Поражение | 22-8   | Карл Роберсон         | Единогласное решение   | UFC 230                                  | 3 ноября 2018    | 3     | 5:00  | Нью-Йорк, США              |                                                                                          |
| Поражение | 22-7   | Антониу Карлус Жуниор | Сдача (удушение сзади) | UFC Fight Night: Brunson vs. Machida     | 28 октября 2017  | 1     | 4:30  | Сан-Паулу, Бразилия        |                                                                                          |
| Победа    | 22-6   | Райан Джейнс          | Единогласное решение   | UFC Fight Night: Nelson vs. Ponzinibbio  | 16 июля 2017     | 3     | 5:00  | Глазго, Шотландия          |                                                                                          |
| Поражение | 21-6   | Тиагу Сантус          | TKO (удары)            | UFC Fight Night: Lewis vs. Browne        | 19 февраля 2017  | 2     | 2:21  | Галифакс, Канада           |                                                                                          |
| Победа    | 21-5   | Магнус Седенблад      | TKO (удары руками)     | UFC Fight Night: Mousasi vs. Hall 2      | 19 ноября 2016   | 2     | 3:32  | Белфаст, Северная Ирландия | Лучшее выступление вечера.                                                               |
| Победа    | 20-5   | Кристофер Жаккелин    | TKO (удар рукой)       | CWFC 77                                  | 8 июля 2016      | 2     | 3:32  | Лондон, Англия             | Выиграл вакантный титул чемпиона CWFC в среднем весе.                                    |
| Победа    | 19-5   | Али Ариш              | Сдача (гильотина)      | CWFC 76                                  | 4 июня 2016      | 1     | 4:58  | Ньюпорт, Уэльс             |                                                                                          |
| Победа    | 18-5   | Шон Ломас             | Сдача (удушение сзади) | Pain Pit Fight Night 15                  | 5 марта 2016     | 1     | 3:45  | Эбб-Вейл, Уэльс            |                                                                                          |
| Победа    | 17-5   | Кайл Редфирн          | Решение большинства    | M4tC 18                                  | 28 сентября 2015 | 2     | 1:50  | Ньюкасл, Англия            | Выиграл вакантный титул чемпиона M4tC в среднем весе.                                    |
| Победа    | 16-5   | Че Миллс              | TKO (удары руками)     | CWFC 72                                  | 13 сентября 2014 | 3     | 5:00  | Ньюпорт, Уэльс             |                                                                                          |
| Победа    | 15-5   | Бола Омойеле          | Сдача (рычаг локтя)    | CWFC 69                                  | 7 июня 2014      | 2     | 1:32  | Лондон, Англия             |                                                                                          |
| Поражение | 14-5   | Абу Азайтар           | TKO (удары руками)     | CWFC: Fight Night 10                     | 28 марта 2014    | 1     | 4:51  | Амман, Иордания            |                                                                                          |
| Победа    | 14-4   | Алекс Миног           | Единогласное решение   | Extreme Cage Championships: Banned 2     | 14 декабря 2013  | 3     | 5:00  | Манчестер, Англия          |                                                                                          |
| Победа    | 13-4   | Симас Норкус          | TKO (удары руками)     | Pain Pit Fight Night 9                   | 2 ноября 2013    | 2     | 1:19  | Ньюпорт, Уэльс             |                                                                                          |
| Поражение | 12-4   | Ион Паску             | KO (удары руками)      | BAMMA 13                                 | 14 сентября 2013 | 1     | 4:02  | Бирмингем, Англия          |                                                                                          |
| Поражение | 12-3   | Скотт Аскем           | Единогласное решение   | Ultimate Cage Fighting Championships 5   | 27 июля 2013     | 3     | 5:00  | Донкастер, Англия          | Бой за титул чемпиона UCFC в среднем весе.                                               |
| Победа    | 12-2   | Уэйн Коул             | TKO (удары руками)     | GWC: The British Invasion: U.S. vs. U.K. | 29 июня 2013     | 1     | 1:26  | Канзас-Сити, США           |                                                                                          |
| Поражение | 11-2   | Ксавье Фупа-Покам     | Раздельное решение     | BAMMA 11                                 | 1 декабря 2012   | 3     | 5:00  | Бирмингем, Англия          |                                                                                          |
| Победа    | 11-1   | Эндрю Паншон          | Сдача (треугольник)    | BAMMA 10                                 | 15 сентября 2012 | 1     | 2:31  | Лондон, Англия             | На кону должен был стоять титул чемпиона BAMMA в среднем весе, но Маршман не сделал вес. |
| Поражение | 10-1   | Том Уотсон            | TKO (удары локтями)    | BAMMA 9                                  | 24 марта 2012    | 2     | 4:50  | Бирмингем, Англия          | Лишился титула чемпиона BAMMA в среднем весе.                                            |
| Победа    | 10-0   | Лирой Барнс           | Единогласное решение   | BAMMA 8                                  | 10 декабря 2011  | 3     | 5:00  | Ноттингем, Англия          | Защитил титул чемпиона BAMMA в среднем весе.                                             |
| Победа    | 9-0    | Карл Нун              | TKO (удары руками)     | BAMMA 7                                  | 10 сентября 2011 | 3     | 2:09  | Бирмингем, Англия          | Выиграл вакантный титул чемпиона BAMMA в среднем весе.                                   |
| Победа    | 8-0    | Майк Линг             | Сдача (рычаг локтя)    | Shock n' Awe 8                           | 23 июля 2011     | 1     | N/A   | Портсмут, Англия           | Выиграл титул чемпиона Shock n' Awe в среднем весе.                                      |
| Победа    | 7-0    | Ли Чедуик             | TKO (удары руками)     | Olympian MMA Championships 10            | 4 июня 2011      | 1     | 1:37  | Ливерпуль, Англия          |                                                                                          |
| Победа    | 6-0    | Кевин Рид             | KO (удар рукой)        | Valley of Kings 1                        | 7 мая 2011       | 1     | 2:59  | Кардифф, Уэльс             |                                                                                          |
| Победа    | 5-0    | Кевин Рид             | TKO (удары руками)     | Ready To Rage 2                          | 19 июня 2010     | 1     | 0:00  | Ньюпорт, Уэльс             |                                                                                          |
| Победа    | 4-0    | Пол Дженкинс          | TKO (удары руками)     | Samurai Fight Night 1                    | 8 мая 2010       | 2     | 0:00  | Абертиллери, Уэльс         |                                                                                          |
| Победа    | 3-0    | Леонарду Кейрос       | TKO (удары руками)     | Spartan Fight Challenge 3                | 20 марта 2010    | 2     | 0:00  | Ньюпорт, Уэльс             |                                                                                          |
| Победа    | 2-0    | Эндрю Кочран          | TKO (удары руками)     | KnuckleUp MMA 4                          | 20 февраля 2010  | 1     | 1:51  | Челтнем, Англия            |                                                                                          |
| Победа    | 1-0    | Карим Маммар          | TKO (травма)           | Ready to Rage 1                          | 31 января 2010   | 2     | 0:43  | Ньюпорт, Уэльс             |                                                                                          |